# Lisduff Fen SAC
Lisduff Fen SAC este o arie protejată (arie specială de conservare — SAC, sit de importanță comunitară — SCI) din Irlanda întinsă pe o suprafață de 30,83 ha, integral pe uscat.

## Localizare
Centrul sitului Lisduff Fen SAC este situat la coordonatele 53°03′14″N 7°52′40″W / 53.053773°N 7.877657°V.

## Înființare
Situl Lisduff Fen SAC a fost declarat sit de importanță comunitară în august 1997 pentru a proteja 1 specie de animale. Situl a fost protejat și ca arie specială de conservare în aprilie 2016.

## Biodiversitate
Situată în ecoregiunea atlantică, aria protejată conține 2 habitate naturale: Izvoare petrifiante cu formare de travertin (Cratoneurion), Mlaștini alcaline.
La baza desemnării sitului se află o specie protejată de  nevertebrate: Vertigo geyeri.
Pe lângă speciile protejate, pe teritoriul sitului au mai fost identificate 1 specie de amfibieni.